# Francis Baring, I barone Northbrook
Francis Thornhill Baring, I barone Northbrook (Calcutta, 20 aprile 1796 – Michelveder, 6 settembre 1866), è stato un politico britannico.

## Biografia
Francis era il figlio di Sir Thomas Baring, II baronetto, e di sua moglie, Ursula Sealy, figlia maggiore di Charles Sealy. Apparteneva ad un'importante famiglia di banchieri.
Fu educato al Winchester College, ad Eton e al Christ Church di Oxford. Nel 1848 successe al padre come Baronetto.

## Carriera
Baring entrò nella Camera dei Comuni nel 1826, come rappresentante Whig di Portsmouth fino al suo pensionamento nel 1865. Un anno dopo, fu portato alla pari del Regno Unito come Barone Northbrook. Baring fu nominato Lord del Tesoro (1830-1834 e 1835-1839). In seguito, Baring è stato membro del Consiglio della Corona e ricoprì la carica di Cancelliere dello Scacchiere (1839-1841) e Lord George Eden lo nomino primo lord dell'ammiragliato (1849-1852).
Baring era membro della Canterbury Association. Donò £ 600 per la realizzazione di un monumento dedicato a Charles Buller, che era morto l'anno precedente.

## Matrimoni

### Primo Matrimonio
Sposò, il 7 aprile 1825 presso la Dockyard Chapel a Portsmouth, Jane Grey (20 ottobre 1804-23 aprile 1838), figlia di Sir George Grey. Ebbero due figli:
- Thomas George Baring (22 gennaio 1826-15 novembre 1904) II barone e I conte di Northbrook;
- Mary Baring (?-7 giugno 1906), che sposò John Bonham-Carter, non ebbero figli.

### Secondo Matrimonio
Sposò, il 31 marzo 1841 a St George's a Londra, Lady Arabella Georgina Howard (25 gennaio 1809-10 dicembre 1884), figlia di Kenneth Howard, I conte di Effingham. Ebbero un figlio:
- Francis Henry Baring (22 luglio 1850-7 marzo 1915), sposò Lady Grace Boyle, ebbero tre figli.

## Morte
Morì il 6 settembre 1866, all'età di 70 anni.
Baring Bay, nella parte occidentale dell'Isola di Devon, nell'Artico canadese è chiamata in suo onore.